# Vitreochlamys fluviatilis
Vitreochlamys fluviatilis là một loài tảo trong họ Chlamydomonadaceae, thuộc chi Vitreochlamys.